# ألموس
ألموس (بالمجرية: Álmos magyar fejedelem)‏ (حوالي.820 - حوالي.895)؛ وفقاً للسجلات المجرية هو أول رئيس لـلقبائل المجرية منذ حوالي.850 حتى وفاته، ومع بداية حكمه كانوا تحت السيطرة خاقان الخزر ولكن المجريين تحرروا من الخاقان مع دخول عقد 860، ومنذ ذلك بدأت تغولهم نحو أوروبا الوسطى، وأيضا بقيادته استطاعوا على انتصار كييف روس، كان المجريون يعيشوا في الأجزاء الغربية من سهوب البنطيون ولكنهم تم استئجارهم من قبل الدول المجاورة في تدخل في الصراعات، بسبب تدخلهم في الصراع بين الإمبراطورية البلغارية الأولى والإمبراطورية البيزنطية تم إجبارهم على مغادرة السهوب من قبل غزو المشترك بين البلغار والبنجناق نحو الكاربات حوالي.895، وتوفي ألموس في بداية هذا الغزو الذي استكمله ابنه أرباد.